# Carlos Baca-Flor

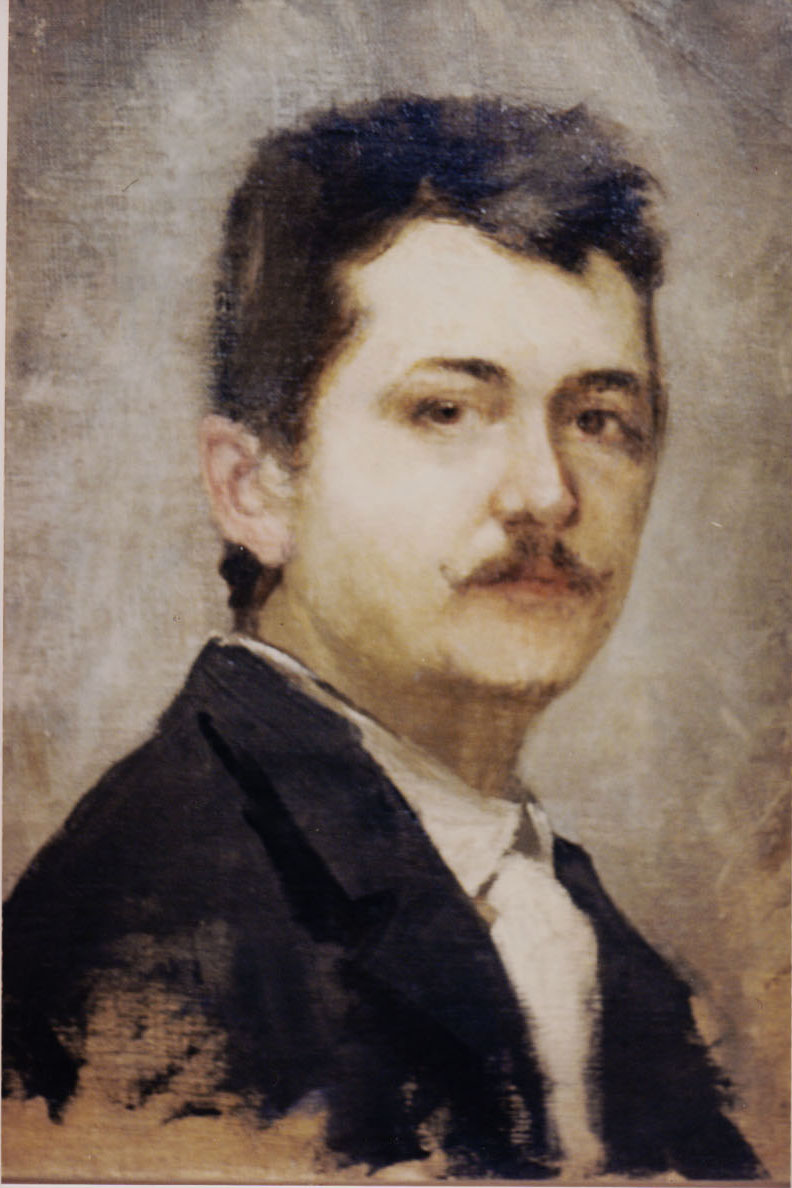
Selbstbildnis ca. 1893

Carlos Baca-Flor (* 1867 oder 1869 in Islay, Provinz Arequipa, Peru; † 20. Februar 1941 in Neuilly-sur-Seine, Paris) war ein peruanischer Maler, der die meiste Zeit seines Lebens in Frankreich und den USA verbrachte und dort als Porträtist bedeutender Persönlichkeiten hohes Ansehen genoss. Entgegen den Kunstströmungen seiner Zeit bewahrte er bei seinen naturalistischen Porträts einen konservativ akademischen Malstil, jedoch ohne zu schönen oder idealisieren, bedacht nicht nur auf die äußerliche Richtigkeit, sondern zugleich auf die innere Wahrheit, während seine sonstigen Werke Einflüsse des Symbolismus und Postimpressionismus erkennen lassen.

## Biografie

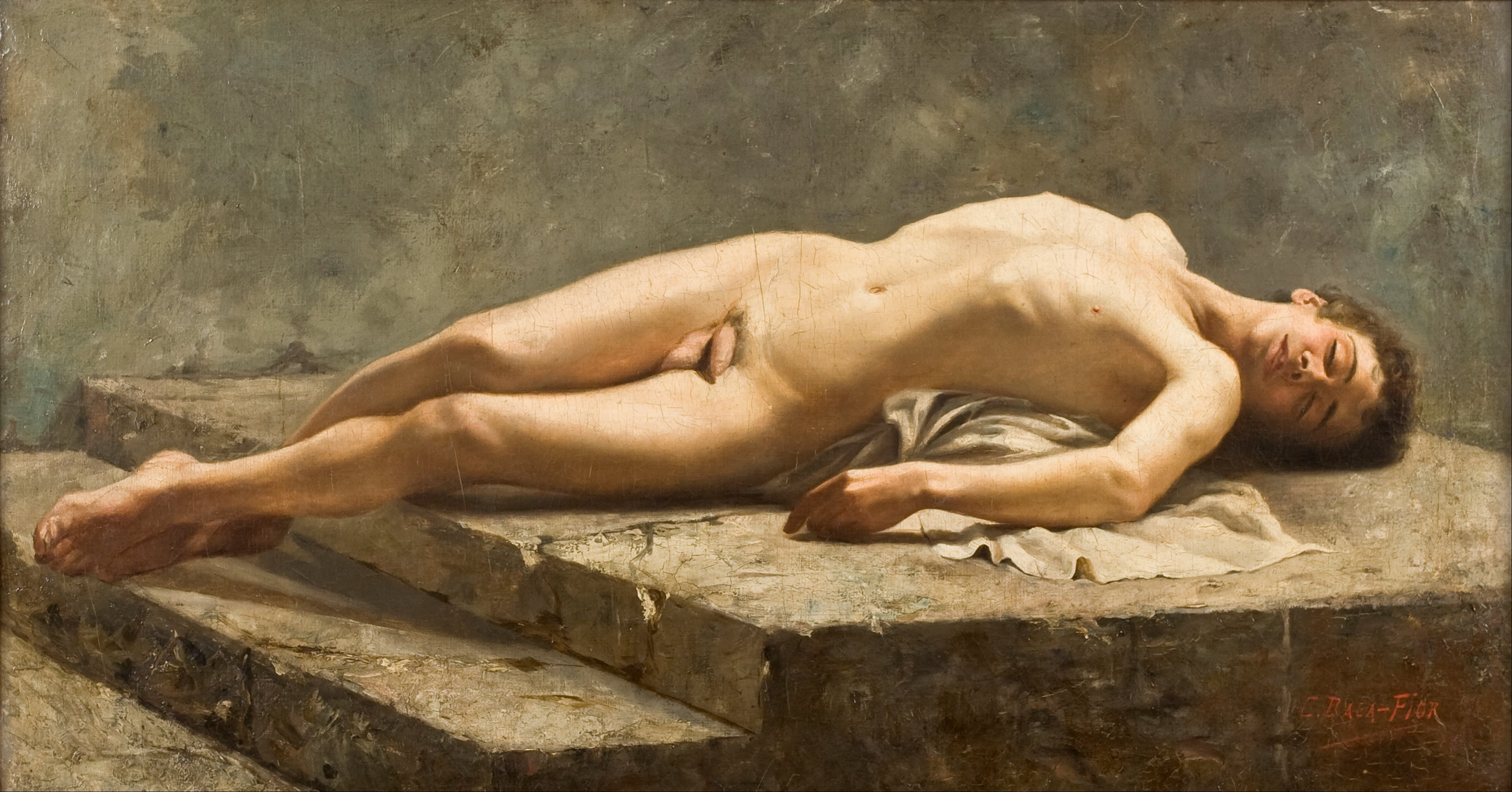
Abel muerto 1886

Carlos Baca-Flor wurde nach Angabe seiner Biographen in dem Hafenort Islay in der peruanischen Provinz Arequipa als Sohn des Bolivianers Carlos Baca-Flor y Huáscar und der Peruanerin Julia Falcon geboren. Über sein Geburtsdatum gibt es unterschiedliche Angaben. Ebenso widersprüchlich sind die Angaben über seinen Vater: dieser soll mehrere Fremdsprachen und verschiedene indigene Dialekte beherrscht haben, Sekretär des bolivianischen Generals und vormaligen Präsidenten Belzu gewesen, und nach dessen Ermordung im Jahr 1865 nach Peru geflohen, nach anderen Angaben aber nur ein einfacher Arbeiter gewesen sein. Die Mutter des Künstlers Julia Falcon de Baca-Flor war eine hochgebildete, in Chile aufgewachsene Frau, zu der ihr Sohn lebenslang ein sehr inniges Verhältnis hatte. Zur Familie gehörte ein älterer Halbbruder aus einer früheren nichtehelichen Beziehung des Vaters und eine jüngere Schwester. Spätestens 1871, als die Fährverbindungen von Islay eingestellt wurden, wahrscheinlich aber früher, zog die Familie nach Santiago de Chile, wo der Vater vermutlich 1872 verstarb und die Mutter die Kinder durch Handarbeiten und Klavierunterricht durchbringen musste. Nach Beendigung der Schulzeit und einer kurzen Lehre bei einem Zahnarzt durfte der Junge 1882 in die Academia de Bellas Artes de Santiago eintreten, wo er fünf Jahre durch die Professoren Giovanni Mochi und Cosme San Martín Kunstunterricht erhielt. Er erwies sich als so begabt, dass er in den Jahren 1883 bis 1886 für seine Arbeiten jeweils erste Preise der Akademie erhielt und bei Kunstausstellungen mit seinen Gemälden Aufsehen erregte. Dadurch, dass er in drei aufeinander folgenden Jahren die besten Arbeiten an der Academie geliefert hatte, erfüllte er die Voraussetzung für den Rom-Preis, ein von der chilenischen Regierung ausgelobtes Stipendium für ein fünfjähriges Studium in Rom. Da dies aber die chilenische Staatsangehörigkeit voraussetzte und sein Stolz es Baca-Flor verbot, seine peruanische angesichts der demütigenden Niederlage Perus im vorhergegangenen sog. Salpeterkrieg aufzugeben, lehnte er die Annahme dieses Stipendiums ab.
Dies machte ihn für den peruanischen Botschafter in Santiago Carlos Maria Elias zu einem Helden, den er 1887 auf Einladung des Staatspräsidenten Andrés Avelino Cáceres nach Lima brachte mit der Zusage eines Stipendiums in gleicher Höhe durch den Staat Peru. Die Bewilligung dieses Stipendiums durch das Parlament des nach dem verlorenen Krieg hoch verschuldeten Staates zog sich jedoch hin. Wie schon zuvor in Santiago fertigte der junge Künstler auch in Lima eine Reihe von Porträts. So malte er den Präsidenten von Peru, dessen Ehefrau und Töchter, deren eine, Hortencia, seine erste und einzige große Liebe bleiben sollte. 1890 schließlich konnte Baca-Flor nach Europa aufbrechen; seine bis dato in Santiago gebliebene Mutter nahm er auf diese Reise mit. Nach kurzem Aufenthalt in Paris reiste Baca-Flor weiter nach Rom, wo er die Aufnahmeprüfung an der Academia de San Lucas unter 84 Bewerbern als Bester bestand. Hier musste er erneut von Grund auf mit dem Studium von Anatomie, Ästhetik, Perspektive, Architektur und Kunstgeschichte beginnen, was ihm als bereits akademisch ausgebildeten Maler Unverständnis seitens seiner Kommilitonen einbrachte. Anerkennung fand er hingegen beim Leiter der spanischen Akademie in Rom, Francisco Pradilla, der ihn in seinen Bemühungen bestärkte. Freundschaft schloss Baca-Flor mit dem Bildhauer Miquel Blay, der 1892 eine Bronce-Büste Baca-Flors schuf und sie ihm als seinem besten Freund widmete.

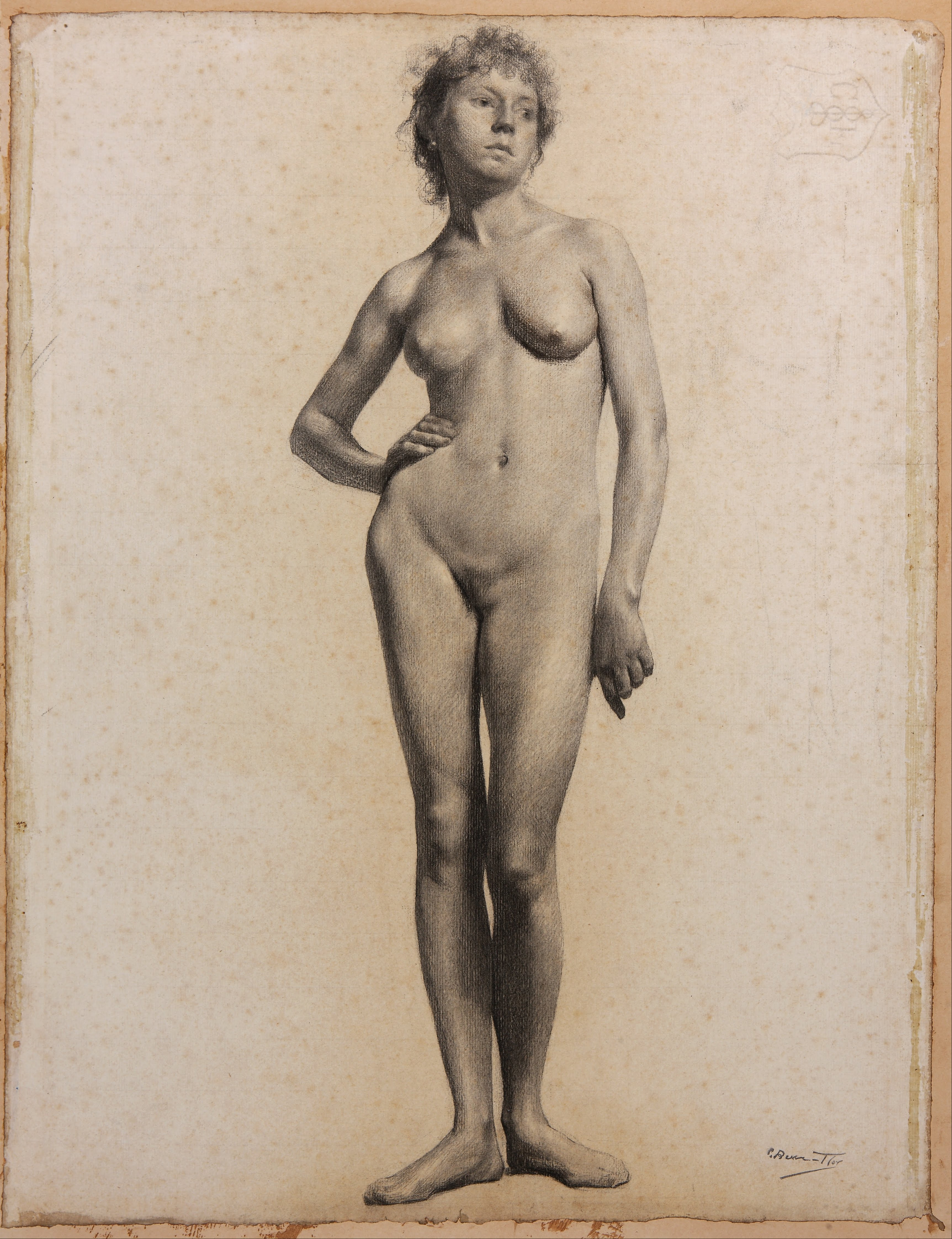
Academia femenina 1893

Als die erste Hälfte des Stipendiums verbraucht war und die neue Regierung Perus mit der Auszahlung der zweiten Hälfte lange zögerte, durchlitten Baca-Flor und seine Mutter Zeiten großer Not. So schrieb Baca-Flor im Winter 1892: „Ich, der so große Hoffnungen, so viel Vertrauen in die ersten Impulse jener Zeit der Jugend hatte, habe den Tod all meiner Illusionen vor Augen… Ich verbringe die Stunden in meinem Atelier mit gekreuzten Armen, gehe auf und ab wie ein Löwe, ohne Geld um ein Modell zu bezahlen, ohne Farben und sogar ohne in diesem furchtbaren Winter ein Stück Holz für den Ofen zu haben.“ Und: „Ich habe nicht einen Centavo und das seit 3 Monaten. Ich habe alles verkauft bis auf die Leinwände und Rahmen…“. Während andere weniger talentierte Studenten für ihren Lebensunterhalt Bilder verkauften, weigerte sich Baca-Flor, mit seinen Arbeiten auf den Markt zu gehen, weil das seiner Vorstellung von der Berufung eines Künstlers total zuwiderlief. Heimliche finanzielle Unterstützung erhielt er nur durch seine verehrte Hortencia Caceres. Um sich und seine Mutter durchzubringen, gab er selbst Malunterricht. Als schließlich zu Anfang des Jahres 1892 der 2. Teil seines Stipendiums eintraf, bezahlte er seine Schulden, schickte seine Mutter mit einem Teil des Geldes und allem, was er nicht brauchte samt den in Rom gemachten Studien zurück in die Heimat und begab sich auf Pradillas Rat nach Paris.

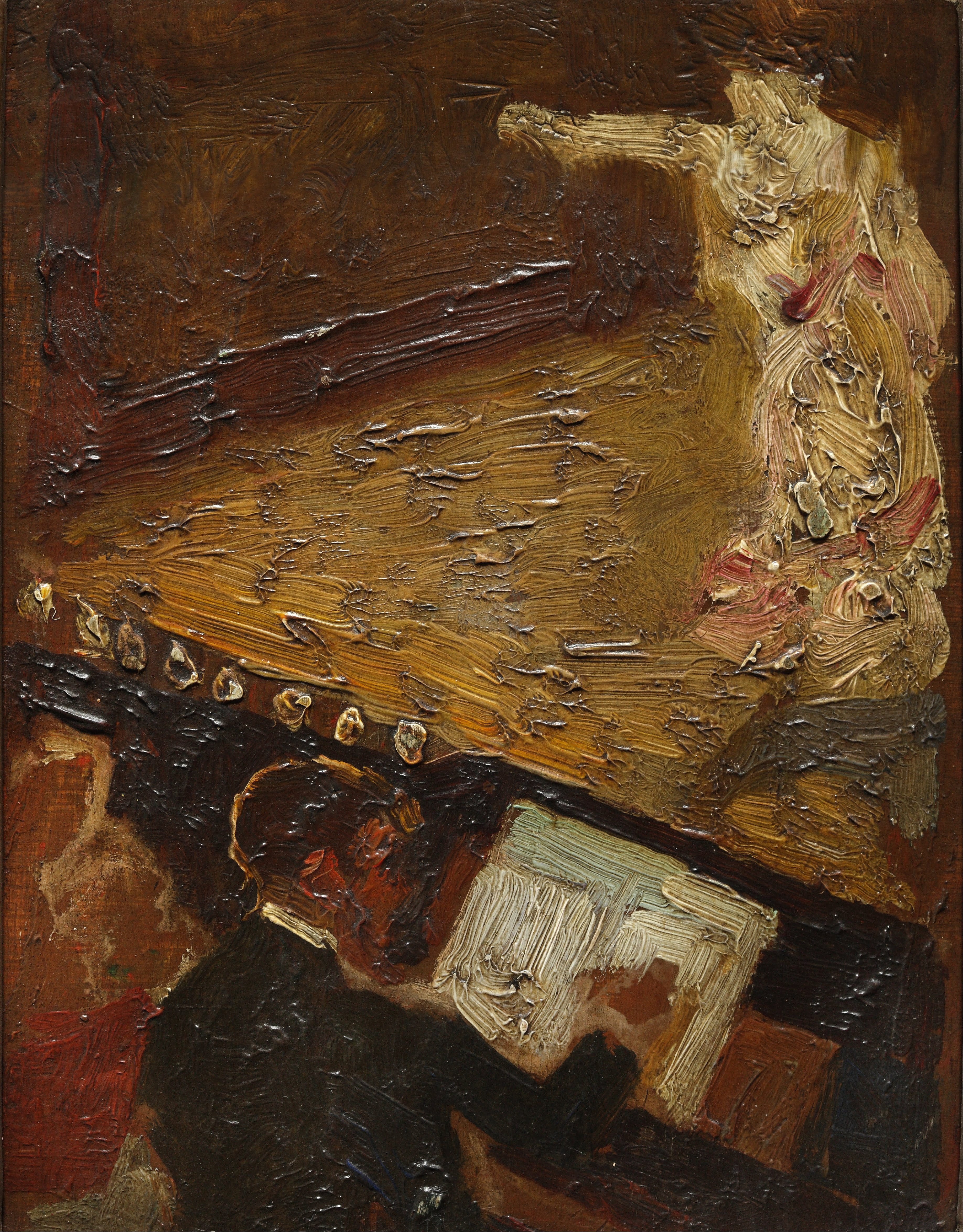
Paris Nocturne 1897–1901

Hier schrieb er sich in der Académie Julian ein und übte sich in Zeichnung, Malerei und Skulptur an unbekleideten Modellen. 1894 unternahm er nach einer Auseinandersetzung mit deren Leiter Jean Paul Laurens erneut eine Reise nach Rom, Neapel und Sizilien. Zweifelnd an seinem Können ging er 1894 zurück nach Paris um sich in der Academie Julian einer Konkurrenz zu stellen und gewann dort neun erste Preise. Ab diesem Zeitpunkt begann Baca-Flor seinen Stil zeitgenössischen Tendenzen anzunähern. Er pendelte zwischen Paris und Rom, wo er die alten italienischen Meister studierte, und mit Antonio Mancini Freundschaft schloss. Schließlich gewann er die Regierung von Peru, ihm erneut 30.000 Francs für die Ausführung eines großen historischen Werkes, das aber nie zur Ausführung kam, zu gewähren. In dieser Zeit schloss er auch Freundschaft mit dem katalanischen Maler Hermenegildo Anglada Camarasa, mit dem zusammen er die Pariser Cabarets und Concert-Cafes durchstreifte. Vom Pariser Nachtleben fertigten sie vor Ort postimpressionistische Farbskizzen großer stilistischer Ähnlichkeit, wovon Bilder in der Sammlung der Caixa im ehemaligen Grand Hotel von Palma als auch im Museo de Arte de Lima (MALI) zeugen. Es war Baca-Flor, der früher als der Katalane diesen Malstil gefunden hatte, woraus sich erklärt, dass jener den Peruaner später seinen Meister nannte.

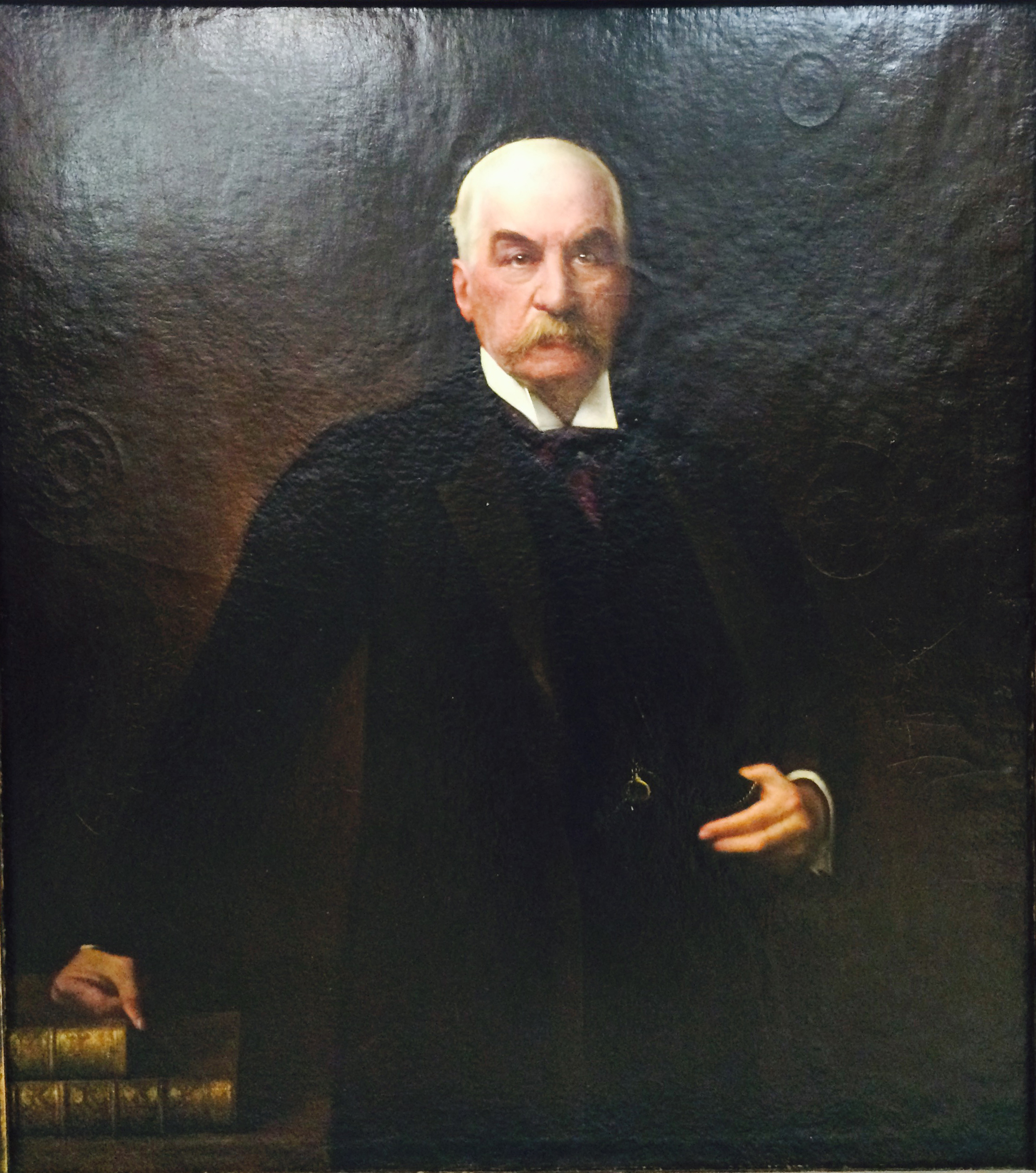
John Pierpont Morgan 1909

Nachdem ihm die Unterstützung durch den peruanischen Staat entzogen worden war und nach etlichen Jahren des Hungers hatte sich Baca-Flor – obwohl nie in einem der Pariser Salons oder einer anderen Ausstellung vertreten – einen Namen als Porträtist gemacht. Seinen Lebensunterhalt bestritt er durch Auftragsarbeiten und Unterricht seiner Schüler so erfolgreich, dass er in einem Brief von 1906 schreiben konnte: „Ohne selbst im Salon ausgestellt zu haben, kann ich sagen, dass ich in acht Jahren vier dritte Preise, zwei zweite, einen ersten und den größten des Champs de Mars erhalten habe“. Den definitiven Durchbruch erlebte er 1907 mit seinen Porträts der Grafen Chabannes La Pallice und Lafont, die im Ehrensaal des Salons präsentiert wurden. Im folgenden Jahr entstand das Porträt des Couturiers Charles Worth, das der amerikanische Bankier J. P. Morgan bei seinem Besuch in Paris zu sehen bekam, was diesen veranlasste, sein Porträt bei Baca-Flor in Auftrag zu geben. Mit diesem Auftrag war Baca-Flor, befreit von finanziellen Nöten, endgültig in den höchsten Kreisen angekommen. Die Verhandlungen zogen sich zwar hin, da der Bankier wenig Zeit hatte, der Maler jedoch 60 Sitzungen verlangte. Schließlich willigte dieser ein, seinem Modell nach New York zu folgen, wo er im Frühjahr 1908 eintraf. Drei Monate arbeitete er an dem Gemälde, nicht ohne dass es Spannungen zwischen dem selbstbewussten Künstler und dem vielbeschäftigten, keine Widerrede gewohnten Magnaten gab. Aber das Ergebnis stellte diesen so über die Maßen zufrieden, dass er sogleich sechs Kopien bestellte, jedes Original für den Preis von 20.000 US $. Seit dieser Zeit übernahm Baca-Flor keinen Auftrag für weniger. Geschätzte 130 bis 150 Porträts ließen sich Magnaten und ihre Familien von Baca-Flor in den Jahren 1910 bis 1937 anfertigen. Seine Auftraggeber konnte er sich aussuchen. In dieser Epoche soll er zum weltweit wohlhabendsten Maler seiner Zeit geworden sein. Nachdem sein erstes Studio in New York im Jahr 1914 mit 20 seiner Gemälde, wertvollen Teppichen und einigen Bildern großer Meister vollständig ausgebrannt war, bezog er im Haus in Manhattan 58 W 57th St zwei Etagen, in denen er lebte und arbeitete. Seine Gäste empfing er in der unteren Etage, die wie ein kleines Museum erschien: Keines seiner Gemälde war zu sehen, aber französische, italienische flämische und spanische Meister wie Canaletto, Mancini, Degas, El Greco, Velázquez, de Heem, Rembrandt und ein Leonardo da Vinci zugeschriebenes Bild, Vitrinen mit Münzsammlungen usw. Seine Bibliothek wies ihn als kultivierten Mann aus, der Vergils Aeneis in Latein rezitieren, aber trotz der 30 Jahre, die er in den USA zubrachte, kein Englisch sprechen konnte. Umgeben war der Meister von zwei Damen, die ihn wie einen Vater umsorgten und ihm als Haushälterinnen und Gesellschafterinnen dienten, seine schriftlichen und finanziellen Angelegenheiten erledigten und denen er 1935 sein gesamtes Vermögen überschrieb: die französische Malerin Maria Luisa Faivre, die 1911 mit seiner Mutter nach New York gekommen war, und ihre spanische Kollegin Olimpia Arias. Die Biographen sind sich darüber einig, dass es zwischen ihnen und dem Künstler keine darüber hinausgehenden intimen Beziehungen gab. Seine einzige große Liebe, abgesehen von seiner Jugendliebe in Peru, die er in seinen Briefen nach Shakespeare „Ofelia“ nannte, war die Malerei.
Am 22. Januar 1926 ernannte ihn das Institut français zum amerikanischen Korrespondenzmitglied. 1928 verlieh ihm die peruanische Regierung den Sonnenorden und am 2. August 1929 ernannte ihn der französischen Staat zum Ritter der Ehrenlegion. Zu diesem Festakt reiste Baca-Flor erstmals wieder nach Europa, nachdem ein Jahr zuvor seine Mutter im Alter von 80 Jahren verstorben war. Er besuchte Spanien und Frankreich und kehrte 1930 nach New York zurück, wo er bis 1937 blieb. Für ein Porträt des Ministerpräsidenten der Republik Irland Éamon de Valera reiste er nach Dublin und zog sich danach nach mehrmonatiger Arbeit in sein Haus in Neuilly zurück, um in der Ruhe dieses Hauses wieder sein altes Vorhaben weiter zu verfolgen, für den Präsidentenpalast in Lima ein Gemälde über Atahualpa zu schaffen. Eine Kette von Erkrankungen ließ ihn aber nicht arbeiten und am 20. Februar 1941 verstarb er in seinem Haus in Neuilly und wurde auf dem Friedhof dieser Gemeinde beigesetzt. Seit seiner Abreise von Lima im Februar 1890 war er nie mehr in sein Heimatland zurückgekehrt.

## Werk

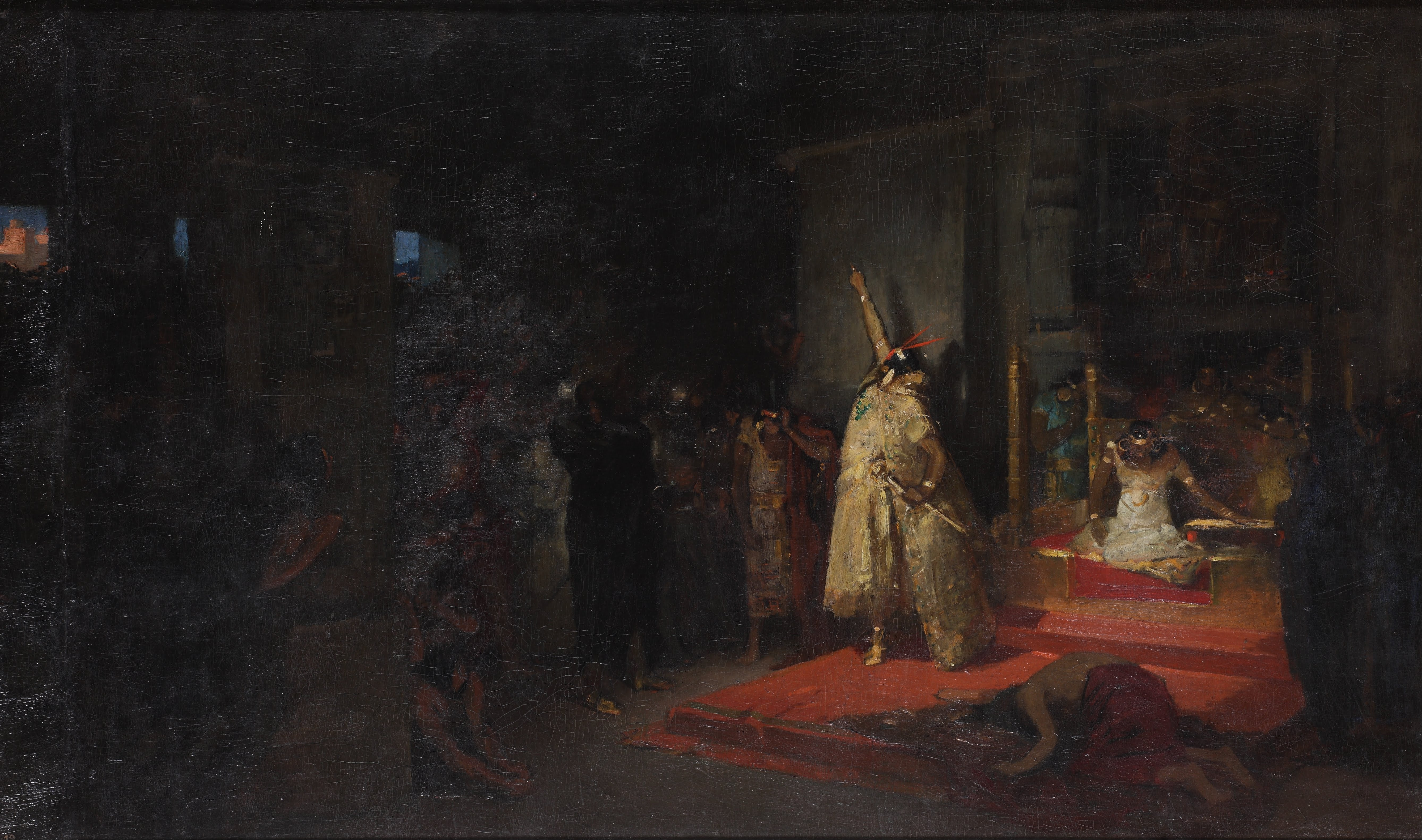
El rescarte de Atahualpa 1896/98

Schon in seinem Werk von 1886 La Vocación Natural, das als eine Art Selbstbildnis gedeutet werden kann, wies Baca-Flor auf sein Programm einer künstlerischen Berufung hin. Es zeigt einen ärmlich nur mit einer Hose bekleideten, am Boden liegenden und auf eine Kiste gestützten jungen Mann, der träumerisch mit einem Griffel an eine nackte Wand malt. Zugleich kann dieses Werk wie viele spätere als Referenz an die Malerei der Renaissance gesehen werden. Trotz seiner frühen Erfolge und Auszeichnungen war sich Baca-Flor lange Zeit seines Könnens nicht gewiss und genügten seine Arbeiten nicht seinen hohen Ansprüchen. Sein Ziel, das er schließlich 1907 in Paris erreichte, war gleichsam mit einem Paukenschlag bekannt zu werden. Dabei beherrschte er die Porträtierung bereits sehr früh, was schon die Gemälde aus seiner Zeit in Lima bezeugen, doch war sein Bestreben auch noch während seines Aufenthalts in Rom und Paris darauf gerichtet, große Historienkompositionen zu schaffen. Szenen der Conquista oder der Unabhängigkeitskriege schwebten ihm vor. Lediglich das Gemälde El rescarte de Atahualpa, heute im Museo de Arte de Lima, und eine Studie für ein anderes Inca-Szenario von 1896/1900, heute im Museu de Terrassa, zeugen von diesen Bemühungen. Die dem peruanischen Staat zugesagten großen heroischen Gemälde für die Pariser Weltausstellung von 1900 wurden nie vollendet oder kamen gar nicht zur Ausführung. Andere Werke gingen auf dem Transport verloren. Weder die Bemühungen des Künstlers, einen Auftrag zur Ausmalung von Decke und Foyer des neuen städtischen Theaters von Lima, noch für die Gestaltung eines Monuments zum Andenken an die Ausrufung der Unabhängigkeit Perus durch den Freiheitskämpfer José de San Martín zu erhalten, waren erfolgreich. In den Salons von Paris wollte Baca-Flor mit einem Genregemälde konkurrieren; wenige solche Werke sind bekannt, ebenso nur einige Landschaftsbilder. Der Ausflug des Künstlers in den Postimpressionismus blieb letztlich nur eine etwa zehnjährige Epoche; diese endete mit dem Projekt eines modernistischen Monuments des San Martin. Der spätere Erfolg Baca Flors gründete ausschließlich auf seiner außerordentlichen Meisterschaft des Porträts, dessen minutiöse Ausführung dem Betrachter den Eindruck vermittelte, das Blut in den Adern des Porträtierten zirkulieren zu sehen und gleichsam in dessen Innerstes hineinblicken und die Kleidung greifen zu können. Seinem späteren Biographen Delboy erklärte er einmal, dass er sein Modell oft aus der Entfernung von nur einem Meter betrachte, aber Kilometer zwischen diesem und der Staffelei hin und her wandere, nur um das wahre Wesen zu erfassen und wiederzugeben. Gleichwohl erklärte er auf die Frage, warum er seine Gemälde nicht signiere: „Weil sie schlecht sind. In der Kunst ist der Mensch kaum ein Zwerg, der sich vergeblich aufrichtet und abmüht, die Wahrheit des Seins zu kopieren. Ein Gemälde ist nur ein Gemälde...“. Musik und Literatur hielt er für ein besseres Vehikel der Interpretation. Dieser geradezu fanatische Perfektionismus verbot ihm, ein Bild abzuliefern, das nicht in seinen Augen absolut vollkommen war. Bei seinen Porträts wandte Baca-Flor in der Regel die Technik des Chiaroscuro an. Neben Leonardo da Vinci waren es Rembrandt und Holbein d. J., die er in Europas Museen eingehend studiert und sich zum Vorbild genommen hatte. Stilistisch wollte er sich nicht in eine bestimmte Zeit oder Epoche einordnen lassen gemäß seinen Worten: „Wenn man für die Ewigkeit arbeitet, sind Daten ohne Bedeutung“. In dieser Weise arbeitete der Künstler 12 bis 14 Stunden täglich und an jedem Porträt mehrere Monate. Erst wenn er vollständig damit zufrieden war, bekam es sein Auftraggeber zu Gesicht. Zu diesen zählten neben J. P. Morgan u. a.
- Watson Bradley Dicerman, Präsident der New York Stock Exchange,
- George Fisher Baker, Bankier der First National Bank,
- dessen Tochter Florence Bellows Baker Loew,
- Daniel Guggenheim, Industrieller und Minenbesitzer,
- Nicholas Frederic Brady, Direktor der National City Bank und weiterer Großunternehmen,
- Gates White McGarrah, vormals Direktor von Bankers Trust Co., Chairman der New York Federal Reserve Bank,
- George Walbridge Perkins, Vizepräsident der New York Life Insurance Co. und Partner von J. P. Morgan & Co.
- Seward Prosser, Chairman of the Board der Chase National Bank
- Joseph Hodges Choate, Botschafter,
- Sidney Hillman, Gewerkschaftsführer,
- Kardinal Giovanni Bonzano,
- Kardinal Eugenio Pacelli, der spätere Papst Pius XII.,
- Éamon de Valera, Ministerpräsident, später Präsident der Republik Irland.

Von all den vielen Porträts finden sich – abgesehen von dem J. P. Morgans – keine in Museen; sie blieben sämtlich im Privatbesitz der Porträtierten bzw. ihrer Erben. Auch im internationalen Kunsthandel tauchen keine Werke des Künstlers auf. So ist dieser heute außerhalb seines Heimatlandes, dessen Kunstakademie in Arequipa, die Escuela Nacional de Arte Baca Flor seit 2012 seinen Namen trägt, weitgehend vergessen. Nur das Museu de Terrassa in Katalonien und das Museo de Arte de Lima besitzen Sammlungen des Malers, größtenteils Entwürfe und Skizzen. Der Erwerb dieser Sammlung aus dem Nachlass Baca-Flors bildete den Grundstock für den Aufbau des Kunstmuseums von Lima, das ihm im Jahr 2012 eine große Sonderausstellung widmete unter dem Titel Baca-Flor El último académico. Diese hatte zum Ziel, einen unvoreingenommenen Blick auf einen gegen den Strom schwimmenden Künstler zu ermöglichen, der nach wie vor polarisiere: zwischen Lobeshymnen und Schmähreden.

## Auszeichnungen
- 1926 Korrespondenzmitglied des Institut français
- 1928 Großoffizier des Ordens El Sol del Perú
- 1929 Ritter der Ehrenlegion